# Aurinia gionae
Aurinia gionae là một loài thực vật có hoa trong họ Cải. Loài này được (Quézel & Contandr.) Greuter & Burdet mô tả khoa học đầu tiên năm 1983.